# Marcelo Torres Cofiño
Marcelo de Jesús Torres Cofiño (Torreón, Coahuila; 8 de julio de 1966) es un político y abogado mexicano, miembro del Partido Acción Nacional. Ha sido secretario general y dos veces presidente interino de su partido y diputado local en el Congreso del Estado de Coahuila.

## Biografía
Egresó de la licenciatura en Derecho de la Universidad Iberoamericana Laguna en 1989.
Se desempeñó como regidor del Ayuntamiento de Torreón de 2010 a 2013. De 2012 a 2015 fue diputado federal por el distrito VI del estado de Coahuila en la LXII Legislatura. Fue diputado local en la LXI Legislatura del Congreso del Estado de Coahuila del 1 de enero del 2018 hasta el 31 de diciembre del 2020. Fue Secretario del Partido Acción Nacional, en sustitución de Damián Zepeda Vidales de diciembre de 2017 a agosto de 2018. Posteriormente ocupó la Presidencia de dicho partido de manera interina en dos ocasiones, supliendo igualmente a Damián Zepeda Vidales; la primera por un solo día en febrero de 2018 y la segunda de agosto a noviembre del mismo año. Fue Presidente de la Junta de Gobierno del LXI Legislatura del Congreso del Estado de Coahuila desde enero de 2019 hasta el 31 de diciembre del 2020, siendo el primer legislador de oposición en presidirla.
El 7 de enero del 2021 se registró como precandidato a la alcaldía de Torreón por el Partido Acción Nacional. Obtuvo la candidatura a la alcaldía de Torreón por el PAN, sin embargo no resultó victorioso en las elecciones del 6 de junio del 2021.